# Montes Secchi

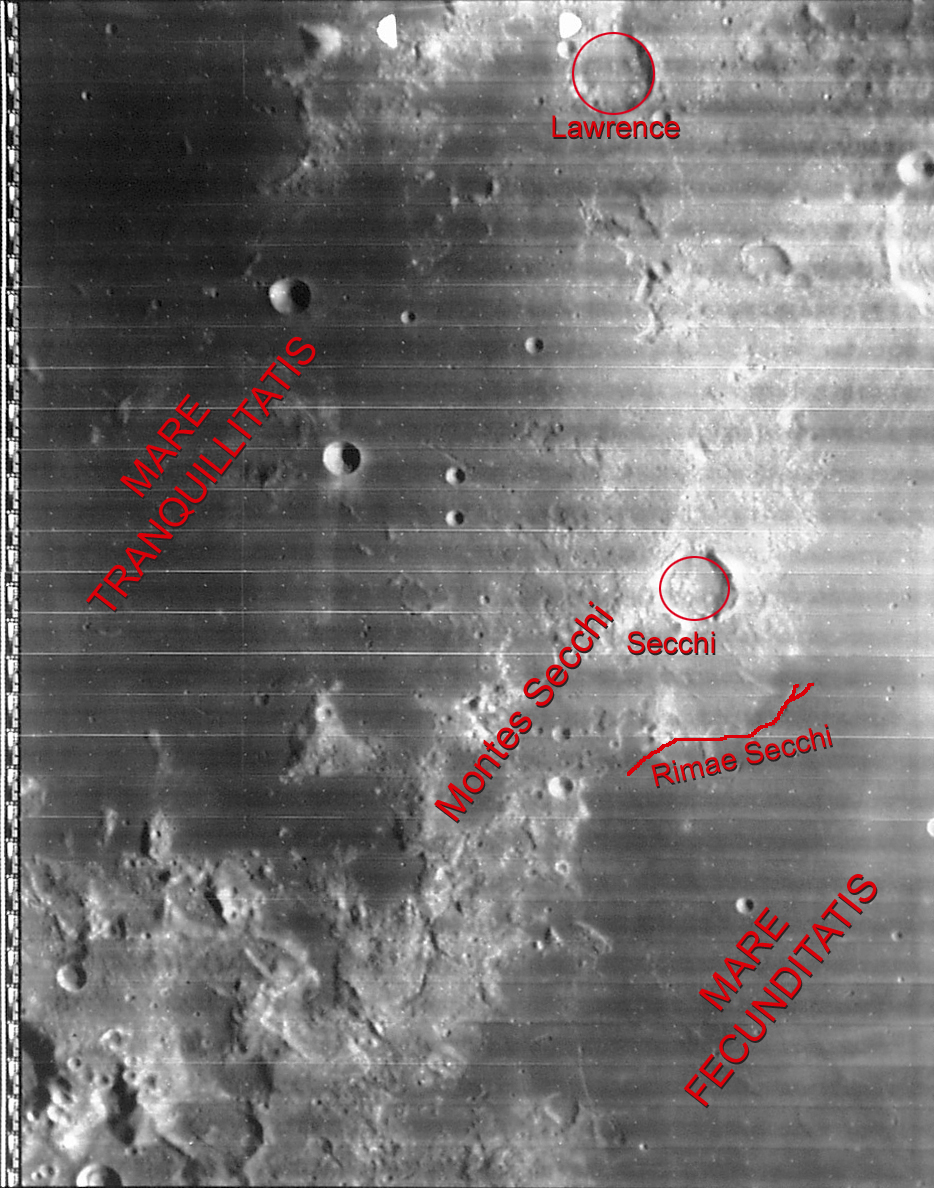
Montes Secchi.

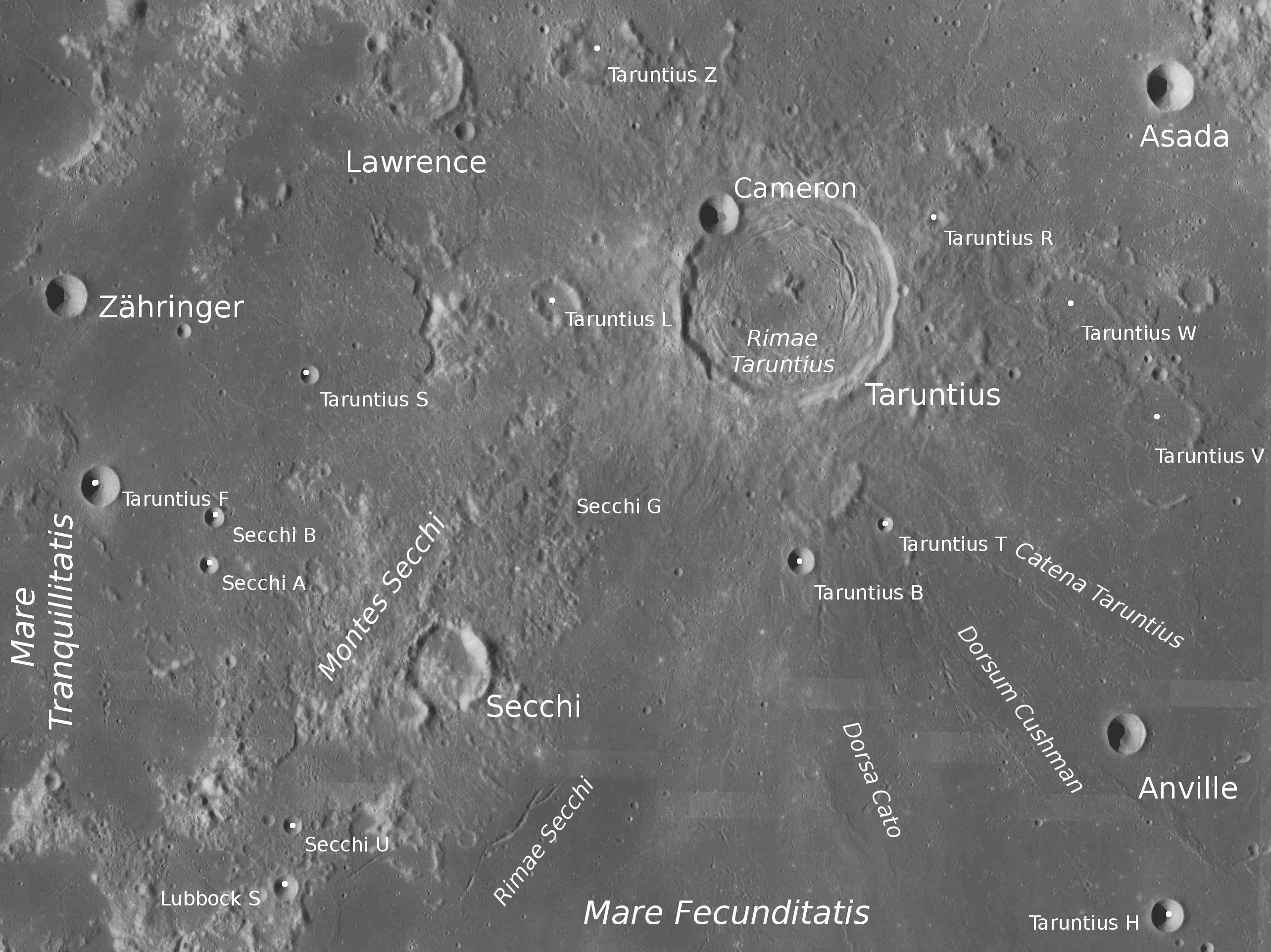
Poloha Montes Secchi.

Montes Secchi je malé pohoří v blízkosti kráteru Secchi (podle něhož je pojmenováno) poblíž rovníku v severovýchodní části Mare Fecunditatis (Moře hojnosti) na přivrácené straně Měsíce. Je dlouhé přibližně 50 km, střední selenografické souřadnice jsou 2,7° S, 43,2° V.
Severovýchodně leží kráter Taruntius se středovým kopcem, východně za kráterem Secchi se táhne soustava brázd Rimae Secchi. Západně začíná Mare Tranquillitatis (Moře klidu).